# Надия (Запорожская область)
Надия (укр. Надія) — село,
Веселовский сельский совет,
Запорожский район,
Запорожская область,
Украина.
Код КОАТУУ — 2322181302. Население по переписи 2017 года составляло 241 человек.

## Географическое положение
Село Надия находится на одном из истоков реки Томаковка,
ниже по течению на расстоянии в 1 км расположено село Петрополь.
Рядом проходит автомобильная дорога Н-08.

## История
- 1928 год — дата основания.